# Список персонажів Assassin's Creed
У цій статті наведено інформацію про персонажів серії ігор «Assassin's Creed».

## Персонажі
- Дезмонд Майлз (англ. Desmond Miles) — протагоніст основної серії ігор Assassin's Creed і мальописів Assassin's Creed: French Graphic Novel. Хоч Дезмонд і є головним протагоністом, більшість часу гравець керує його пращурами, а не ним самим. Має шрам на губі, як у Альтаїра та Еціо, хоча в Assassin's Creed Revelations він зникає. Пожертвував собою, щоб запобігти кінцю світу. Образом для створення зовнішності Дезмонда, так само, як і у випадку з Альтаїром, став іспанська модель Франциско Рандес.
- Вільям Майлз — лідер Асасинів у сьогоденні. В Assassin's Creed: Brotherhood надіслав повідомлення Люсі, з інформацією про асасинів у світі, які виконують завдання. Надіслав два повідомлення Дезмонду, після відновлення пам'яті, і проходження «Зникнення Леонардо». Ці повідомлення приходять лише тоді, коли гравець не пройшов до кінця сюжетну лінію. Так само в кінці сюжетної лінії під'єднав Дезмонда до Анімуса 2.03, щоб врятувати від втрати розуму. Є батьком Дезмонда.
- Люсі Стіллман — подруга Дезмонда. Працювала на Абстерґо. Народилася 1 травня 1985 року (27 років), вага — 73 кг, зріст — 178.Разом з Дезмондом тікає з Абстерґо. Перевіряла Дезмонда, чому він навчився від Асасинів, разом з Дезмондом, Шоном і Реббекою поїхали на віллу Аудіторе в Монтеріджоні. В кінці Brotherhood Яблуко (Частка) Едему опанувавши тілом Дезмонда змусило його поранити Люсі в живіт. В Assassin's Creed: Revelations повідомляється, що поранення виявилося смертельним і Люсі була похована на старому кладовищі в передмісті Рима. За даними, опублікованими Ubisoft, вона була тамплієром, і все було підлаштовано, наприклад, втечу з Абстерґо.
- Шон Гастінґс — один з асасинів. Є їх зв'язковим. Перша зустріч відбувається в AC II. Історик, розумний, саркастичний. Протягом усієї гри постачає інформацію про людей і визначні пам'ятки Італії. До подій гри був співробітником Абстерґо. Дізнавшись про їх плани вирішив зіпсувати компанії репутацію. Його знайшли асасини і завербували у свої ряди. Разом з командою залишає притулок і вирушає з ними в Італію. Після виявлення частки Едему, вирушає разом з Люсі, Дезмондом і Реббекою в Рим. Свідок убивства Люсі. В ACR зустрічає Дезмонда, коли той виходить з коми. Можливо закоханий в Реббеку. Його пращури були вікінгами.
- Реббека Крейн — одна з асасинів. Створила Анімус 2.0. Комп'ютерний геній, колишня спортсменка, вегетаріанка. Перша зустріч відбувається в АС II. Після закінчення гри разом з командою залишає притулок і з ними вирушає до Італії. Після виявлення частки Едему, вирушає разом з Люсі, Дезмондом і Шоном в Рим. Свідок убивства Люсі. В ACR стежить за Дезмондом. Зустрічає його, коли той виходить з коми. Згадує, що її пращур був прусським найманцем.
- Умар ібн Ла-Ахад — батько Альтаїра. Згадується в Assassins Creed Revelations.
- Дарім ібн Ла-Ахад — старший син Альтаїра, з'являється в Assassin's Creed: Revelations та в книзі Assassin's Creed: The Secret Crusade. Скоріш за все, він — пращур «Об'єкта 16», або Клея Качмарека. Так як мають спільні риси обличчя.
- Сеф ібн Ла-Ахад — син Альтаїра, пращур Дезмонда, згадується в Assassin's Creed Revelations і з'являється в книзі The Secret Crusade. Був страчений Аббасом, щоб змусити Альтаїра віддати «Яблуко Едему»
- Малік А-Саїф — друг Альтаїра, втрачає руку та брата в боротьбі за Яблуко Едему. Ображений на Альтаїра до 6 послідовності, глава Бюро в Єрусалимі. Був убитий (у смерті як відомо з Assassin's Creed Revelations був причетний Аббас).
- Ахмад Софіан — асасин, батько Аббаса. За твердженнями Альтаїра, коли тому було близько 10, Ахмад прийшов до нього на колінах, смертельно поранений і благав пробачити його, тому — що тамплієри захопили його в полон і катували. Ахмад не витерпів і розповів усе, підставивши під удар сім'ю Альтаїра.

- Аббас Софіан — асасин, суперник Альтаїра за звання магістра ордену, був убитий схованим пістолетом.
- Свамі — асасин, друг Аббаса. Допомагав йому влаштувати переворот з метою захоплення влади в Ордені. Свамі вбив Сефа (молодшого сина Альтаїра). Маліка звинуватили у смерті Сефа. Альтаїр дізнався правду і спробував змусити за допомогою Яблука Едему Свамі, вбити себе клинком, але Марія (дружина Альтаїра) завадила йому. Прийшовши до тями, Свамі вбиває клинком Марію. Альтаїр у відповідь вбиває його схованим клинком у горлянку.
- Маріо Аудиторе — дядько Еціо, кондотьєр, асасин. Вчив Еціо як битися, загинув у битві за Монтеріджоні від руки Чезаре Борджіа в Братстві Крові.
- Джованні Аудиторе — батько Еціо, асасин. Страчений.
- Доменіко Аудиторе — Пра-пра-дід Еціо, асасин. Приплив в Італію, заснував Монтеріджоні і побудував там віллу Аудиторе.
- Нікколо Макіавеллі — друг Еціо, наставник і ментор асасинів (згодом передав повноваження Еціо), філософ. В Assassin's Creed: Brotherhood Ла Вольпе думав, що Макіавеллі зрадник і хотів убити його, але Еціо встигає зупинити Вольпе, дізнавшись, що зрадник один з їхніх злодіїв.
- Бартоломео д'Альвіано — друг Еціо, найманець, асасин, чоловік Пантасілеї Бальоне. Називає свій меч Б'янкою. Голова гільдії найманців.
- Конор Кенвей, уродженець Радунхагейду (англ. Connor Kenway, англ. Ratohnhaké: ton) — головний персонаж відеогри «Assassin's Creed III». Пращур Дезмонда Майлза, який присвятив своє життя боротьбі за свободу, рівноправність і незалежність. Коннор Кенуей був американським асасином часів Американської революції. Народився в 1748 році в племені Могавків і був типовим нащадком від міжрасового шлюбу того часу: його батько був британцем, а мати — індіанкою.
- Федеріко Аудиторе — старший брат Еціо. Володіє характером, схожим до характера Еціо — завзятий «бабій», полюбляє випити і витратити усі гроші. Згідно з архівом, Федеріко працював банкіром, але його звільнили тому — що з банку пропала значна сума грошей. Страчений разом з батьком і молодшим братом.
- Петруччо Аудиторе — молодший брат Еціо. Як годиться багатьом дітям, має хобі, а саме збирання пір'я. Ходив до школи, але хвороба перекреслила походи в школу, після чого Петруччо почав займатися вдома. Страчений.
- Марія Аудиторе — мати Еціо, письменниця. Після того, як Монтеріджоні був зруйнований, вона разом з дочкою та Еціо перебралася в Рим, де була помічницею дочки Клавдії в борделі «Квітуча троянда». Видає завдання куртизанок для Еціо в Brotherhood.
- Леонардо да Вінчі — добрий друг Еціо. Вчений і художник, допомагає Еціо в його пригодах. Зокрема, в другій частині гри розшифровує сторінки кодексу і дає «покористуватися» летючою машиною. У Братстві Крові створив різні машини для Борджіа (перебуваючи в ув'язнені), після знищення цих машин, дає Еціо парашут.
- Катерина Сфорца — правителька Форлі, друга кохана Еціо Аудиторе. У Assassin's Creed: Brotherhood була взята в полон тамплієрами під час облоги Монтеріджоні. Еціо звільняє її, будуючи на неї великі плани. Але Катерина відбуває в захоплений тамплієрами Форлі з метою повернути собі владу. У тому ж році помирає від пневмонії.
- Марія — дружина Альтаїра, була вбита Свамі, правою рукою Аббаса. Пізніше Альтаїр убив тих, хто винен у її смерті.
- Еціо Аудиторе да Фіренце — протагоніст епохи Ренесансу. Еціо Аудиторе да Фіренце — італійський асасин епохи Відродження (Ренесансу), протагоніст Assassin's Creed II, Assassin's Creed II: Discovery, Assassin's Creed: Brotherhood і Assassin's Creed: Revelations. Його батько й брати загинули в результаті змови. У другій частині його сестра працює на дядька Маріо, а мати плаче за молодшим сином — Петруччо, в Братстві Крові вони управляють борделем в Римі. Еціо мстився за батька й братів, убив всіх змовників, окрім своєї головної мети — Родріґо Борджіа. У Братстві Крові вирушив до Риму, щоб знищити сина Родріґо — Чезаре, щоб повернути Яблуко Едему і помститися за дядька Маріо. В Revelations вирушив у Масьяф — батьківщину Альтаїра, щоб знайти знання, отримані Альтаїром під час дослідження Яблука. Але Масьяф був захоплений тамплієрами. Аби відкрити двері в бібліотеку Альтаїра, Еціо потрібні 5 печаток, які знаходяться в Константинополі. Одна з печаток вже потрапила до рук тамплієрів, і Еціо належить відібрати її у них. (1459–1524).
- Альтаїр ібн Ла-Ахад— протагоніст епохи Середньовіччя. Альтаїр ібн Ла-Ахад — стародавній асасин, елітний воїн братства Асасинів, що порушив Кредо через свою самовпевненість. Виконуючи відповідальне завдання в храмі Соломона, Альтаїр убив невинного старого, а пізніше, сподіваючись на свою силу, видав себе, ціною загибелі молодого асасина Кадара і позбавленням руки його друга Маліка, брата Кадара. Але найгірше — Братство піддалося атаці Тамплієрів. Після цього Альтаїр був позбавлений свого сану й розпочав усе спочатку. Після того, як він знову став учнем, він став прислухатися до слів жертв, і незабаром з'ясував, що Аль-Муалім зрадив клан, через Яблуко Едему — могутнього артефакту, здатного пригнічувати волю людей. Протагоніст гри Assassin's Creed, Assassin's Creed: Altair's Chronicles, Assassin's Creed: Bloodlines і Assassin's Creed: Revelations (частково)(1165–1257)
- Байєк— Меджай і Асасин Єгипетського Братства під час правління останнього фараона Єгипту Клеопатри VII. Також будучи меджаєм, Байєк був ще в фракції Незримі (Асасини).
- Клей Качмарек (Об'єкт 16) — асасин, викрадений Абстерґо перед Дезмондом. Покінчив з собою, щоб не дати тамплієрам досягти своєї мети. З'являється як проєкція в Анімусі. Допомагає Дезмонду вийти з коми і гине, рятуючи Дезмонда від видалення Анімусом як шкідливої програми.
- Юсуф Тазім— глава ордена асасинів у Константинополі, дає Еціо нову зброю — «ніж-гак». Убитий ударом у спину клинком, захищаючи кохану Еціо. (1467–1512)
- Принц Сулейман— 17-річний юнак, принц, який незабаром стане султаном, відомим як Сулейман Прекрасний.
- Софія Сартор— кохана Еціо, працює в книжковому магазині. Довгий час не знала про діяльність Еціо. Відома як венеційка з картини Дюрера.
- Леандрус— капітан тамплієрів, підпорядкував собі місто Масьяф. Убитий Еціо.
- Мануїл Палеолог— племінник імператора Костянтина XI. Убитий Еціо.
- Баязид II— був султаном Османської імперії.
- Ахмет— головний антагоніст, тамплієр, законний спадкоємець Османської імперії, син Баязида II. Убитий Селімом I.
- Селім I Грозний— 9-й османський султан.
- Аббас Софіан— лідер асасинів епохи Середньовіччя після смерті Аль Муаліма, ворог Альтаїра, стратив його молодшого сина. Убитий Альтаїром.